# Godfried Bomans

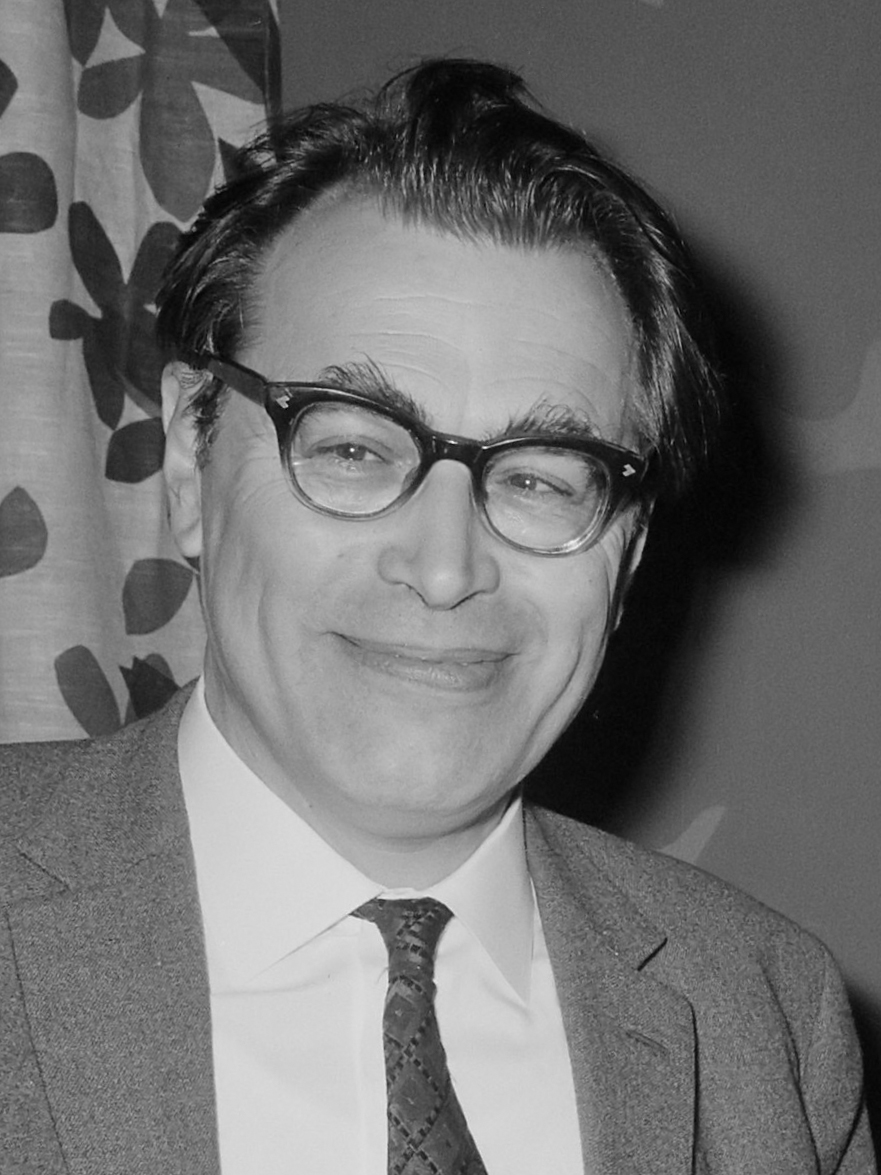
Godfried Bomans (1965)

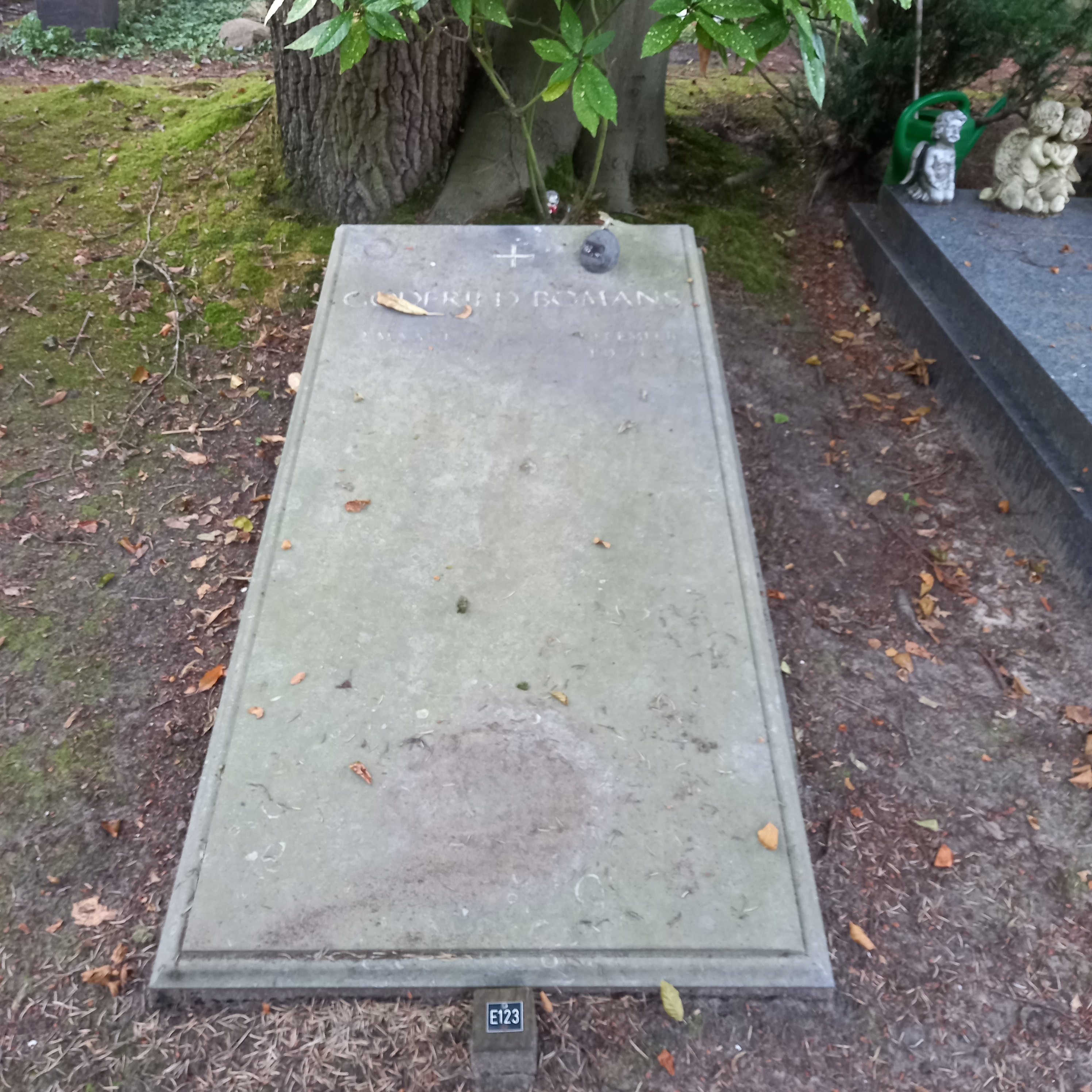
Das Grab von Godfried Bomans auf dem katholischen Friedhof Adelbert in Bloemendaal

Godfried Jan Arnold Bomans (* 2. März 1913 in Den Haag; † 22. Dezember 1971 in Bloemendaal) war ein niederländischer Schriftsteller und Entertainer.

## Leben
Godfried Bomans wurde als drittes von sechs Kindern katholischer Eltern geboren. Seinen Vater, einen erfolgreichen Politiker und Unternehmer, sollte er später als kreativ, eigensinnig und autoritär bezeichnen.
Bomans profilierte sich bereits während der Gymnasialzeit einerseits schriftstellerisch, andererseits als umtriebiger Gesellschaftsmensch, der sich in zahlreichen Vereinen und Interessensgruppen engagierte, und er debütierte mit einem erfolgreichen satirischen Drama und veröffentlichte erste Gedichte und Prosa unter dem Pseudonym Bernard Majorick, das er später an den Bildhauer und Schriftsteller Joop Beljon weiterreichte.
Von 1933 bis 1939 studierte Bomans an der Gemeentelijke Universiteit Amsterdam Jus, mit einem Intermezzo 1935 im Kloster Monte Oliveto Maggiore der Olivetaner. In diese Zeit fiel 1937 die Veröffentlichung seiner ersten Bücher. Insbesondere Memoires of gedenkschriften van Mr. P. Bas nahm die Kritik sehr wohlwollend auf. 1941, im selben Jahr, in dem sein Vater starb, verlobte sich Bomans. Das im selben Jahr veröffentlichte Buch Erik of het klein insectenboek war so erfolgreich, dass es im gleichen Jahr neun Nachdrucke erfuhr.
Die darauf folgenden Jahre waren einerseits durch die Suche nach dem Umgang mit dem eigenen Talent geprägt, andererseits durch die Widernisse durch Besatzung, Krieg und Hungerwinter. 1944 heiratete Bomans standesamtlich, kirchlich erst nach Kriegsende.
In den Jahren nach dem Krieg gelang Bomans eine deutliche schriftstellerische Entwicklung. Er betätigte sich erfolgreich in verschiedenen Metiers, abgerundet durch journalistische Beiträge und Redakteursarbeit für Elsevier und de Volkskrant.
Ab dem Ende der 1950er Jahre trat seine schriftstellerische Tätigkeit zunehmend in den Schatten vielfältiger anderer Tätigkeiten, darunter eine zunehmende Präsenz im Rundfunk, wo er sich mit Wortgewandtheit und einer als ausgewogen empfundenen Mischung aus Witz, Ernsthaftigkeit und Moral beliebt machte. Umfragen dieser Zeit weisen ihn als den bekanntesten und meistgelesenen niederländischen Schriftsteller aus.
Die späten 1960er Jahre standen unter dem Eindruck der damaligen gesellschaftlichen Umbrüche, die den konservativen Bomans zwangen, seine Sichtweisen an den neuen Umständen zu messen. Die Fragen, die er in diesem Zusammenhang öffentlich stellte, unter anderem in Interviews mit zweien seiner Geschwister, die Ordensleute geworden waren, wurden von der Bevölkerung als Orientierungshilfe erfahren. Sein letztes Lebensjahr war durch besonders viele Aktivitäten geprägt, darunter eine rege Reisetätigkeit für Reportagen.
In der ersten Stunde des 22. Dezember 1971 erlag Godfried Bomans nach einer verschleppten Krankheit einem Herzinfarkt.

## Bibliografie

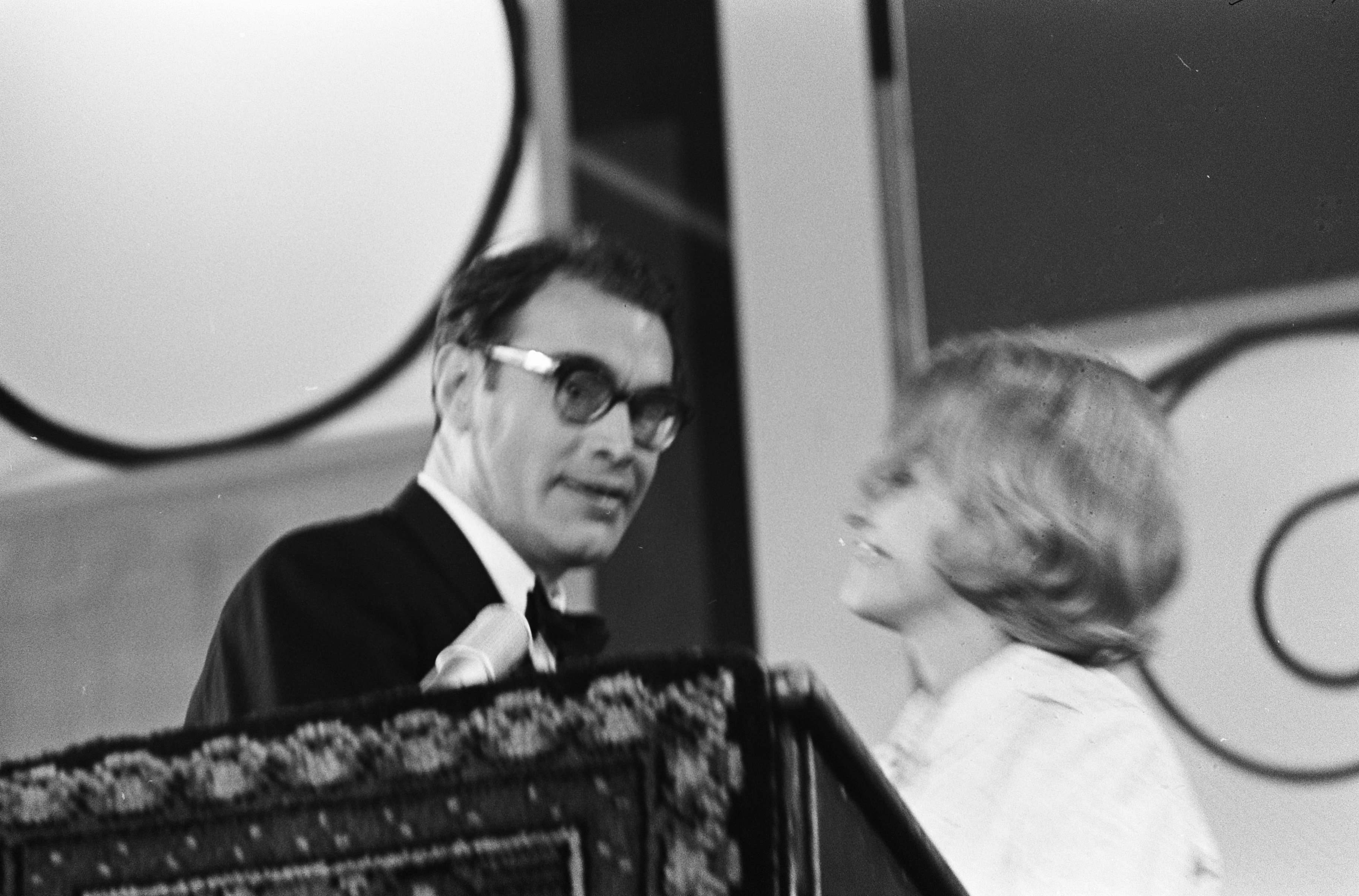
Bomans und Marlene Dietrich (1963)

### Bücher
- 1936: Pieter Bas, Memoires of Gedenkschriften van Mr. P. Bas
- 1937: Bloed en liefde
- 1939: Een eeuw achter
- 1939: De huis-tyran
- 1941: Erik of het klein insectenboek
- 1941: De drie koningen
- 1942: De nieuwe Kerststal van de pastoor
- 1943: Het ontbijt van koning Habbeba
- 1944: Sint Jeanne d'Arc
- 1945: Het duel
- 1946: De avonturen van Pa Pinkelman
- 1946: Moeder de gans
- 1946: Sprookjes
- 1947: Kopstukken
- 1948: Avonturen van Tante Pollewop
- 1948: De avonturen van Bill Clifford
- 1948: Buitelingen. Aforismen, buitelingen en capriolen
- 1948: Onstuimige verhalen
- 1949: Wonderlijke nachten
- 1950: Een halve eeuw Trappistenleven
- 1951: Er dreigt een ramp! zegt Godfried Bomans
- 1952: Pa Pinkelman in de politiek
- 1952: De onsterfelijke Pa Pinkelman
- 1953: Capriolen. Een tweede bundel buitelingen
- 1953: De verliefde zebra
- 1953: Jan de zebra
- 1953: De ontevreden vis
- 1953: Het luie jongetje
- 1953: De ijdele engel
- 1954: Het locomotiefje
- 1955: Pinkelman omnibus
- 1955: Nieuwe buitelingen. Facetten en aspecten
- 1956: Het doosje
- 1956: Wandelingen door Rome
- 1957: Godfried Bomans
- 1957: Op het vinkentouw
- 1958: Het Zondagskind
- 1959: Jaarzang aan de Broederschap (Trou Moet Blycken)
- 1961: Noten kraken
- 1962: Omnibus
- 1962: SITAS taalcursussen in Duits, Engels, Frans, Italiaans, Nederlands en Spaans
- 1963: Op de keper beschouwd
- 1963: Sprookjes kalenderboek
- 1965: Sprookjesboek
- 1965: Van de hak op de tak
- 1966: 1968 Pim, Frits en Ida (8 Teile)
- 1966: Denkend aan Vlaanderen
- 1967: Juffrouw Langneus
- 1967: Het verdwaalde eendje
- 1968: Bontje en haar poesje
- 1968: Bontje en haar pop
- 1968: Bontje en haar toverschoentjes
- 1968: Bontje heeft het druk
- 1968: Juffrouw Piep
- 1968: Het lelijke jonge eendje
- 1968: Mijmeringen
- 1969: Van hetzelfde
- 1969: In de kou in Zusammenarbeit mit Michel van der Plas
- 1970: Oude en nieuwe buitelingen
- 1970: Beminde gelovigen
- 1970: Van dichtbij gezien. Rome, Jeruzalem, Maastricht, Zundert
- 1971: De man met de witte das. Spelen in de zandbak van de Nederlandse politiek
- 1971: Korte berichten
- 1971: Een Hollander ontdekt Vlaanderen
- 1972: Dickens, waar zijn uw spoken?
- 1972: Op reis door de wereld en op Rottumerplaat
- 1972: Gesprekken met bekende Nederlanders
- 1977: Aforismen
- 1978: Zout(e) nostalgie
- 1979: Bloed en Liefde en ander toneelwerk
- 1981: De glimlach die blijft
- 1984: Open brief aan Het Venster
- 1984: Brief aan Opland (Auflage: 20 Exemplaren)
- 1986: De ontdekking
- 1987: Enige richtlijnen voor bisschoppen
- 1988: Aantekeningen over onszelf
- 1989: Merkwaardigheden rond de Camera Obscura
- 1989: Cursiefjes
- 1990: De ontluikende liefde tussen Pa Pinkelman en Tante Pollewop
- 1991: Brieven van Bomans
- 1994: Gedachten achter een bord spaghetti
- 1996: 1999 Werken I t/m VII
- 1996: 2003 Supplementen op de Werken I t/m VII
- 1996: De Dijk. Een onbekend handschrift van Godfried Bomans
- 1997: De muziekstukken
- 1999: Beste Godfried, beste Simon
- 1999: De rijke bramenplukker

### Dramen
- 1931: Bloed en liefde
- 1934: Kroketten
- 1939: Een eeuw achter
- 1939: De huis-tiran
- 1941: Koning Smulpaap
- 1941: De drie Koningen
- 1943: Het diner van koning Habbeba
- 1944: De nieuwe kerststal van den pastoor
- 1944: Sint Jeanne d'Arc
- 1964: Bill Clifford
- 1979: Bloed, zweet en tranen

### Tagebücher
- 1988: Dagboek van Rottumerplaat
- 1993: Dagboek van een gymnasiast

### Essays
- 1946: Moeder de gans
- 1952: Meesters van de spotprent
- 1970: De tijd van Dickens
- 1972: Gesprekken met bekende Nederlanders
- 1973: Mijmeren met Bomans
- 1975: Een verdwenen facet van Haarlem
- 1984: Allerlei van en over de Camera Obscura
- 1994: Piet Paaltjens of Het drama te Foudgum

### Diskografie
- 1954: Poëzie in beweging (Schallplatte)
- 1960: Stemmen van schrijvers: Godfried Bomans, Bertus Aafjes (Schallplatte)
- 1963: Draaitafelen met Bomans (Schallplatte)
- 1963: Oliver!  (Schallplatte)
- 1967: Godfried leest Bomans (Schallplatte)
- 1969: Jongelief/Nacht (Schallplatte)
- 1972: Verhalen door Godfried Bomans (Schallplatte)
- 1972: De droomwereld van Godfried Bomans (Schallplatte)
- 1975/1976/1977: Godfried Bomans – De Kopstukken Teil 1, 2 und 3 (Schallplatten)
- 1988: Protestant, Godfried Bomans, op cd We blijven lachen: deel 2, CNR QS 900.003-2
- 1988: Wim Sonneveld interviewt Godfried Bomans op cd We blijven lachen: deel 3, Quintessence QS 900.004-2
- 1996: Godfried Bomans – De Kopstukken, Doppel-CD, EMI 7243 8 54871 2 5
- 2006: Bomans was de naam, Hörbuch auf 4 CDs, Rubinstein, ISBN 90-5444-352-9
- 2006: Godfried Bomans. De humor & ernst, Hörbuch auf 3 CDs, Rubinstein, ISBN 90-5444-542-4
- 2006: Alleen op een eiland: dagboek van een eilandbewoner, Godfried Bomans, Jan Wolkers, Willem Ruis, Rubinstein, ISBN 90-5444-331-6
- 2010: Het Godfried Bomans Luisterboek, 6 CDs, Rubinstein, ISBN 978-90-476-0602-4